# Toma Sik
Pour les articles homonymes, voir Toma.
Yeshaayahu Toma Ŝik (prononcé chic) (Schück Tamás, Schuck Tamas) (17 août 1939 - 13 juillet 2004) est un militant anarcho-pacifiste hongro-israélien, pionnier de la recherche sur la paix israélo-palestinienne.

## Biographie
Depuis qu'il est adolescent et survivant de l'holocauste, Tomas Sik s'oppose activement au militarisme israélien. Il refuse le service militaire et défend les objecteurs de conscience pendant 30 ans. Il joue un rôle central dans le chapitre de l'Internationale des résistant(e)s à la guerre en Israël, ainsi que dans le Gush Shalom (Bloc de la Paix).
Militant humaniste laïc des droits de l'homme et du citoyen pour les arabes et les hébreux quelle qu'en soit la dénomination religieuse, notamment les bédouins de Néguev, il travaille comme pigiste et traducteur à l'hebdomadaire anglophone palestinien Al-Fajr, et comme photographe pour la Société des études arabes à Jérusalem Est. Depuis 1974, il se consacre aux activités publiques et suit un régime de vie simple. Il est fréquemment aperçu dans des manifestations au centre d'Israël pendant de nombreuses années, où il transmet des tracts écrits dans son style particulier.
Il travaille au quartier général de l'Internationale des Résistant(e)s à la guerre à Londres, où il est participe activement à la branche israélienne d'Amnesty International. Il aide également Alba Kör (mouvement hongrois non-violent pour la paix) à devenir membre de l'Internationale des Résistant(e)s à la guerre. Pendant plusieurs années, il soutient la langue internationale espéranto. Il l'enseigne également à ses enfants. Il accueille occasionnellement des réunions d'espéranto chez lui à Tel Aviv et y héberge des pratiquants espérantistes étrangers.
Il quitte Israël à la fin des années 1990, et s'installe finalement à nouveau dans son pays natal, la Hongrie, où il meurt en 2004, à la suite d'un accident de tracteur dans sa vieille ferme nouvellement achetée où il essayait d'établir une communauté d'agriculteurs biologiques et égalitaires, de nouveaux paysans végétaliens et humanistes.
Il fut profondément regretté par les progressistes israéliens et palestiniens. À son enterrement ses camarades ont prononcé : « comme le dit Joe Hill, ne vous lamentez pas, organisez-vous ! ».
L'Institut international d'histoire sociale (Amsterdam) conserve une vaste collection d'écrits de Toma Sik en plusieurs langues, tel l'hébreu, le hongrois, et l'anglais. Ces écrits contiennent de la documentation sur le mouvement de la paix en Israël, et particulièrement sur le Gush Shalom, des journaux et brochures à propos de l'agriculture biologique et durable, l'environnement (en Europe de l'Est), le végétarisme et végétalisme, des informations à propos de l'unification européenne, dont des lettres contenant des informations sur l'Alliance Européenne Anti-Maastricht.

## Sources
- Institut international d'histoire sociale, Toma Sik, Hongaars-Israëlisch vredesactivist
- Martin Blatt, Uri Davis, Paul Kleinbaum, Paul (1975). Yeshayaahu. Contestation & Idéologie en Israël: Resistance à l'ébauche, 1948-1973, Londres: Ithaca Press. 1975, chap.7, p. 66–77.  (ISBN 0-903729-07-5).
- (en) Libcom : notice biographique.
- (ca) Anarco Efemerides : notice biographique.